# Újpetend
Újpetend, (1890-ig Rohozsnica, szlovákul Rohožnica) Nemcsény településrésze, korábban önálló falu Szlovákiában, a Nyitrai kerület Aranyosmaróti járásában.

## Fekvése
Aranyosmaróttól 10 km-re délkeletre fekszik.

## Története
1283-ban Rohosnicha néven említik először. Tévesen állapították meg a magyar nevét, mivel a régi Petend a mai Garamszentbenedek várossal azonos.
Újpetend-et (Rohozsnica) még IV. Béla király adományozta a Marótinak mondott keresztény kunoknak, akik a föld nagyrészét eladták Dama fiainak Mihálynak és Farkasnak, és határát is leiratták.
1292-ben Dama fia Mihály a kunoktól vett földet (Itek 1/3 résznyi földje kivételével) a garamszentbenedeki apátságnak adta.
Itek a maga földrészét még ez évben a Hont-Pázmány nemzetséghez tartozó Gimesi Andrásnak adta cserébe.
1565-től az esztergomi káptalan tulajdona. 1573-ban felégette a török. Lakói mezőgazdaságból éltek.
Vályi András szerint "ROHOZNICZA. Tót falu Bars Várm., földes Ura az Esztergomi Káptalanbéli Uraság, lakosai katolikusok leginkább, fekszik Nemtsénhez közel, mellynek filiája, fája, legelője, szőleje van, földgye, réttye termékeny, keresetre módgya Szent Benedeken." 
Fényes Elek szerint "Rohosnicza, tót falu, Bars vmegyében, 184 kath. lak. F. u. az esztergomi káptalan. Ut. p. Selmecz." 
Bars vármegye monográfiája szerint "Újpetend, Nemcsény mellett fekvő tót kisközség, 162 róm. kath. vallású lakossal. E község birtokosai 1292-ben Iván és Kuchmeg voltak, azután Mihály és Endre mester, a kik azt a szent-benedeki apátságnak hagyományozták. 1295-ben ezek szerepelnek az esztergomi káptalan egyik bizonyságlevelében, mint a község urai. 1506-ban az esztergomi káptalan lett a birtokosa. Ez idő alatt a község folyton Rohozsnicza néven szerepel. 1573-ban a törökök okoztak sok kárt a községnek. Mostani nevét 1890-ben kapta. Temploma nincsen. Ide tartozik Mártonpuszta is. Postja Nemcsény, távirója Taszár, vasúti állomása Kovácsi."
A trianoni békeszerződésig Bars vármegye Aranyosmaróti járásához tartozott. 1958-ban Nemcsényhez csatolták.

## Népessége
1910-ben 221, többségben szlovák lakosa volt, jelentős magyar kisebbséggel.
2001-ben Nemcsény 784 lakosából 754 szlovák volt.

## Külső hivatkozások
- Nemcsény hivatalos oldala
- Nemhivatalos oldal
- E-obce.sk Archiválva 2007. október 31-i dátummal a Wayback Machine-ben